# Agriocnemis angolensis
Agriocnemis angolensis är en trollsländeart. Agriocnemis angolensis ingår i släktet Agriocnemis och familjen dammflicksländor. IUCN kategoriserar arten globalt som livskraftig.

## Underarter
Arten delas in i följande underarter:
- A. a. angolensis
- A. a. spatulae